# (6935) Morisot
Pour les articles homonymes, voir Morisot.
(6935) Morisot est un astéroïde de la ceinture principale.

## Description
(6935) Morisot est un astéroïde de la ceinture principale. Il fut découvert le 24 septembre 1960 à l'observatoire Palomar par Cornelis Johannes van Houten, Ingrid van Houten-Groeneveld et Tom Gehrels. Il présente une orbite caractérisée par un demi-grand axe de 2,28 UA, une excentricité de 0,09 et une inclinaison de 0,5° par rapport à l'écliptique.
L'astéroïde est nommé en l'honneur de la peintre française Berthe Morisot (1841-1895).

## Compléments